# Moskvas internationella filmfestival

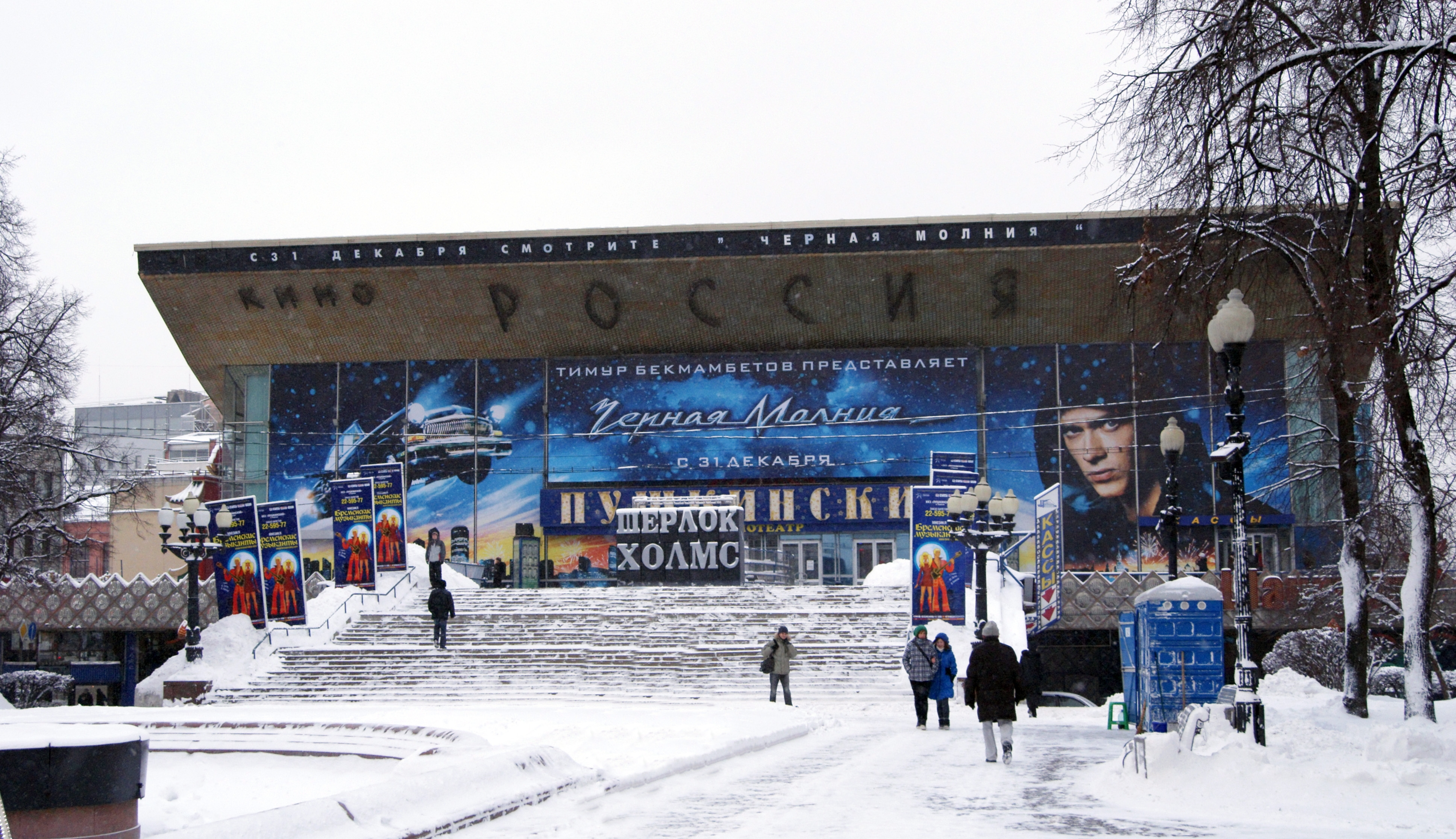
Festivalen hålls på biografen Rossia.

Moskvas internationella filmfestival är en filmfestival i Moskva. Den anordnades för första gången 1935 och för andra gången 1959. Fram till 1999 hölls den sedan vartannat år, men är numera en årligen återkommande festival. 
År 2006 vann den svenska filmen Om Sara S:t George-priset för bästa film.
En annan svensk film som fått pris på festivalen är Elvis! Elvis! (pris för barnskådespelare, 1977).